# XO-1 (Moldoveanu)
XO-1 (Moldoveanu) är en ensam stjärna belägen i den södra delen av stjärnbilden Norra kronan. Den har en skenbar magnitud av ca 11,2 och kräver ett teleskop för att kunna observeras. Baserat på parallax enligt Gaia Data Release 3 på ca 6,15 mas, beräknas den befinna sig på ett avstånd på ca 530 ljusår (163 parsek) från solen. Den rör sig bort från solen med en heliocentrisk radialhastighet på ca 2 km/s.

## Nomenklatur
År 2019 tillkännagav IAU som en del av NamnExoWorlds att XO-1 skulle ha det officiella namnet Moldoveanu på förslag från Rumänien. Moldoveanu är den högsta bergstoppen i Rumänien. Samtidigt fick planeten XO-1b namnet Negoiu, efter berget Negoiu Peak i Rumänien.

## Egenskaper
XO-1 är en gul till vit stjärna i huvudserien av spektralklass G1 V Den har en massa som är ungefär lika med en solmassa, en radie som är ca 0,94 solradie och utsänder energi från dess fotosfär motsvarande ca 0,86 gånger solen vid en effektiv temperatur av ca 5 700 K.

## Planetsystem

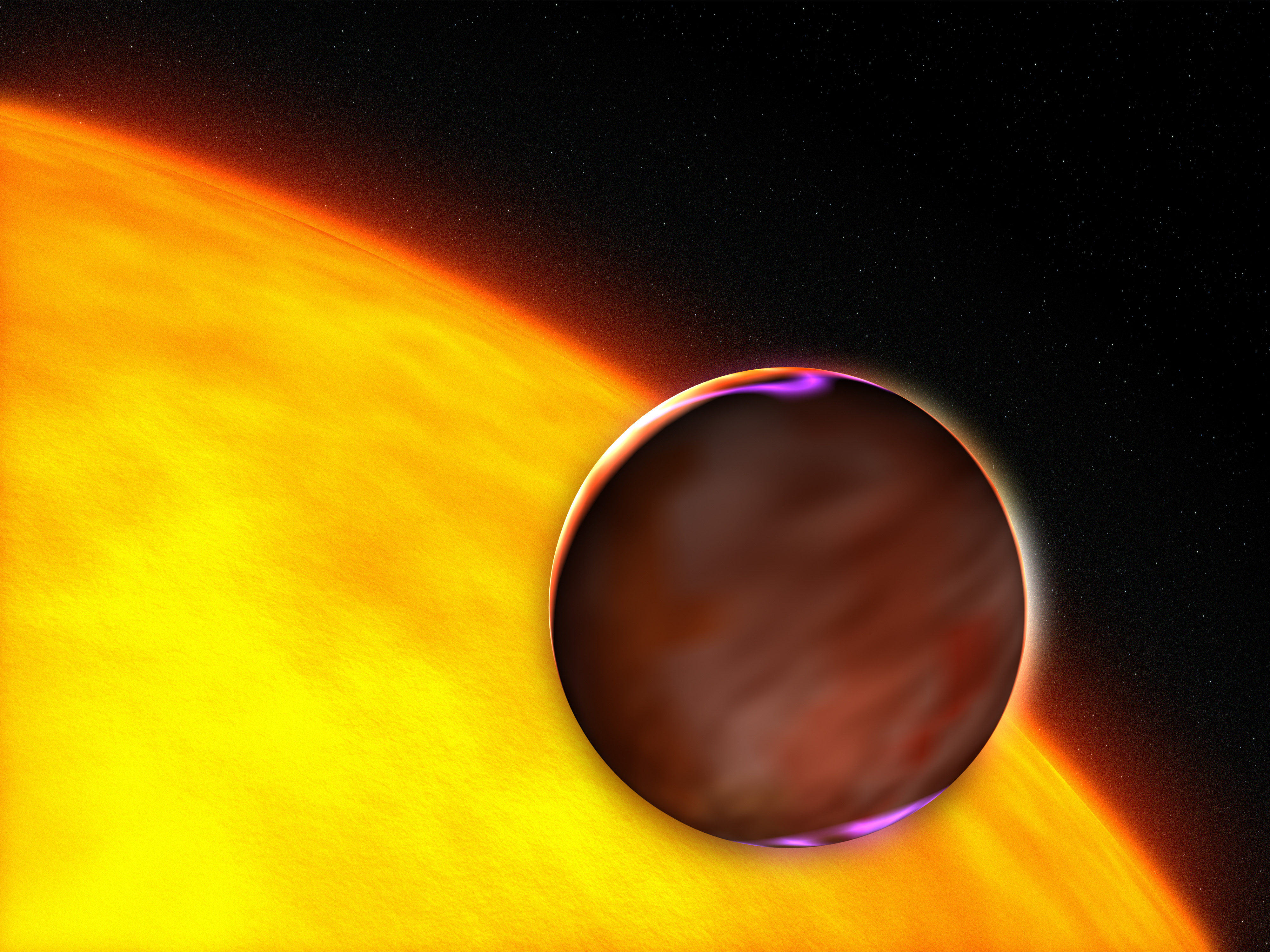
En konstnärs intryck som visar en närbild av exoplaneten XO-1b som passerar framför en solliknande stjärna 600 ljusår från jorden. Den Jupiterstora planeten befinner sig i en snäv fyradygns bana kring stjärnan. Kredit: NASA, ESA och G. Bacon (STScI)

XO-projektet är ett internationellt team av professionella och amatörastronomer som upptäckte exoplaneten av Jupiterstorlek  som kretsar kring XO-1. Planeten bekräftades med hjälp av Harlan J. Smith-teleskopet och Hobby-Eberly-teleskopet vid McDonald Observatory vid University of Texas. En oberoende bekräftelse av planeten gjordes av projektet Wide Angle Search for Planets.
Ytterligare observationer med NICMOS-instrumentet på rymdteleskopet Hubble upptäckte närvaron av vattenånga, metan och koldioxid i atmosfären av XO-1b. En oberoende ny undersökning av samma data kunde dock inte reproducera dessa resultat.
| Planet | Massa            | Halv storaxel (AE) | Siderisk omloppstid (d)     | Excentricitet         | Inklination    | Radie         |
| ------ | ---------------- | ------------------ | --------------------------- | --------------------- | -------------- | ------------- |
| b      | 0,907 ± 0,022 MJ | 0,04914 ± 0,00045  | 3,941505 +0,000055−0,000043 | <0,019 +0,0009−0,0011 | 88,84 ± 0,22 ° | 1,199 ± 0,017 |